# All I Forget
All I Forget is een nummer van de Nederlandse rockband The Sheer uit 2007. Het is de derde en laatste single van hun tweede studioalbum Feel the Need.
Na de poprocknummers The Girl That Lost Her Mind en Understand wisselt The Sheer met All I Forget af met een wat rustiger nummer. Het nummer werd een mager succesje in Nederland. De Nederlandse Top 40 of Tipparade werden niet gehaald, wel bereikte de plaat een bescheiden 29e positie in de Mega Top 50 van 3FM.